# Салеев, Ринат Ахмедуллович
Сале́ев Рина́т Ахмеду́ллович (род. 5 сентября 1965 года в городе Омск) — российский учёный и педагог, специалист в области стоматологии, доктор медицинских наук (2002), профессор кафедры ортопедической стоматологии Казанского государственного медицинского университета (2010). Генеральный директор ООО «Стоматологическая поликлиника № 5 г. Казани» (1993). Декан стоматологического факультета и главный врач стоматологической поликлиники Казанского государственного медицинского университета (2011).

## Биография
Родился в 5 сентября 1965 году в г. Омске. В 1982 г. закончил с золотой медалью Долгоостровскую среднюю школу Батыревского района Чувашской АССР.
В 1982 г. поступил на первый курс стоматологического факультета Казанского государственного медицинского института и в 1987 г. с отличием его закончил. Хотя учёба занимала много времени, с первого курса занимался студенческой общественной работой, проявляя организаторские способности и высокие деловые и соревновательные качества, занимался спортом — был членом сборной команды КГМИ по волейболу, занимался научной исследовательской работой — принимал участие и становился обладателем первых мест на всесоюзных студенческих олимпиадах и конференциях.
В 1987—1989 гг. проходил обучение в клинической ординатуре, а затем с 1989 по 1992 гг. продолжил обучение в очной аспирантуре на кафедре ортопедической стоматологии Казанского государственного медицинского института.
С 1992 по 2007 гг. работал ассистентом, зав. ортопедическим отделением стоматологической поликлиники Казанского мединститута.
С 1993 по 2005 г.г. работал главным врачом МУЗ «Стоматологическая поликлиника № 5 г. Казани», с 2005 по настоящее время — генеральный директор ООО «Стоматологическая поликлиника № 5 г. Казани».
В 1999 г. получил второе образование по специальности «экономист-менеджер» в Казанском государственном техническом университете.

### Научная, педагогическая и административная деятельность
В 1990 г. под руководством профессора Л. М. Демнера защитил кандидатскую диссертацию на тему «Повышение эффективности замещения дефектов зубных рядов у рабочих химического предприятия». В 2002 г. защитил докторскую диссертацию по специальностям «стоматология» и «общественное здоровье и здравоохранение» на тему «Пути реформирования системы муниципальной ортопедической стоматологической помощи в крупном городе (клинико-организационные и этико-правовые аспекты», посвященную проблемам реформирования ортопедической стоматологической службы на региональном уровне.
С 2007 по 2010 гг. — доцент кафедры ортопедической стоматологии Казанского государственного медицинского университета. С 2009 по 2011 гг. — проректор по общим вопросам Казанского государственного медицинского университета (по совместительству).
С 2010 г. по настоящее время — профессор кафедры ортопедической стоматологии Казанского государственного медицинского университета.
С 2011 г. по настоящее время — декан стоматологического факультета и главный врач стоматологической поликлиники Казанского государственного медицинского университета.
Является автором более 311 научных трудов (опубликованные статьи в SCOPUS — 25; статьи в Web of Since, WoK — 2; в ВАК журналах — 82, в др. журналах и сборниках — 128; тезисы — 74). Получены авторские свидетельства на 14 патентов. Изданы 3 учебника для студентов стоматологического факультета в соавторстве с ведущими российскими учёными ортопедами-стоматологами, 83 учебных и учебно-методических пособий.
Врач высшей категории по специальностям «Ортопедическая стоматология», «Терапевтическая стоматология», «Хирургическая стоматология» и «Общественное здоровье и организация здравоохранения».
С 2003 г. вице-президент Стоматологической Ассоциации Республики Татарстан, с 2006 г. вице-президент Стоматологической Ассоциации России. В 2021 г. избран на пост Президента-элект СтАР 2021—2024 г.г. Работает в комиссиях Ученых Советов вуза и факультета, деканате, приемной комиссии, рабочих группах. Для отрасли здравоохранения участвует в рабочей группе по разработке стандартов, протоколов и других нормативных документов.
Член Диссертационных Советов: Башкирского государственного медицинского университета и Первого Санк-Петербургского государственного медицинского университета им. академика Павлова.
Член редакционной коллегии журналов для стоматологов-практиков «Клиническая стоматология», «Стоматология для всех», «Современная ортопедическая стоматология», «Российский стоматологический журнал».
За долголетний благородный труд по воспитанию врачебных, педагогических, научных кадров, огромную научную и лечебную работу удостоен высоких государственных наград: Почётное звание «Заслуженный врач Республики Татарстан» (2000.г), медаль «В память 1000-летия Казани» (2005 г.), орден СтАР «За заслуги перед стоматологией» II степени (2012), Почётное звание СтАР «Заслуженный стоматолог».
Награждён дипломом победителя конкурса: III степени за «Лучшее учебное издание Казанского государственного медицинского университета» (2017). Победитель XVI Республиканского конкурса «Пятьдесят лучших инновационных идей для Республики Татарстан»: III место в номинации «Инновации в образовании» — «Учебная симуллиционная стоматологическая поликлиника».

## Основные научные труды

### Диссертации
Кандидатская диссертация: «Повышение эффективности замещения дефектов зубных рядов у рабочих химического предприятия» — Казань, 1990. — 159 с. Д.1585
Докторская диссертация: «Пути реформирования системы муниципальной ортопедической стоматологической помощи в крупном городе» (клинико-организационные и этико-правовые аспекты) — Казань, 2002. — 308 с. Д.2023

### Научные публикации
Является автором более 311 научных трудов (опубликованные статьи в SCOPUS — 25; — статьи в Web of Since, WoK — 2; в ВАК журналах — 82, в др. журналах и сборниках — 128; тезисы — 74), среди которых можно отметить:

### Учебники и учебные пособия
Изданы 3 учебника для студентов стоматологического факультета в соавторстве с ведущими российскими учёными ортопедами-стоматологами и 83 учебных и учебно-методических пособий:
1. Ортопедическая стоматология: национальное руководство / под ред. И. Ю. Лебеденко, С. Д. Арутюнова, А. Н. Ряховского, Г. Т. Салеевой, Р. А. Салеева. — М.: ГЭОТАР-Медиа, 2016. — 824 с.: ил. ISBN 978-5-9704-3582-3 Раздел: Методы диагностики в ортопедической стоматологии. Клиническое обследование (Г. Т. Салеева). — С. 17-21. Раздел: Врачебная техника в ортопедической стоматологии. Шинирование зубов при лечении заболеваний пародонта А. Н. Ряховский, Г. Т. Салеева). — С. 452—462.
2. Основы технологии зубного протезирования : учебник : в 2 т. / С. И. Абакаров, Р. А. Салеев, Г. Т. Салеева, И. И. Сагитов [и др.]; под ред. Э. С. Каливраджияна.- М.: ГЭОТАР-Медиа, 2016. — Т. 1- 576 с. : ил. ISBN 978-5-9704-3609-7 (т.1). ISBN 978-5-9704-3608-0 (общ.).
3. Основы технологии зубного протезирования: учебник: в 2 т. / Е. А. Брагин, Р. А. Салеев, Г. Т. Салеева, [и др.]; под ред. Э. С. Каливраджияна.- М.: ГЭОТАР-Медиа, 2016. -Т. 2-392 с. : ил. ISBN 978-5-9704-3610-3 (т.2). ISBN 978-5-9704-3608-0 (общ.).

### Член Диссертационных Советов
член Диссертационного Совета Башкирского государственного медицинского университета (пр.№ 276/нк МИНОБРНАУКИ РФ).
член Диссертационного Совета" Первого Санк-Петербургского государственного медицинского университета им. академика Павлова Д208.090.07 (пр.654/нк МИНОБРНАУКИ РФ от 30.11.2020 г.)
Вице-президент СтАР — 28 сентября 2021 года избран на пост Президента-элект СтАР 2021—2024 г.г.

### Член редакционной коллегии
- член редколлегии журнала для стоматологов — практиков «Клиническая стоматология»
- член редакционной коллегии журнала «Стоматология для всех»
- член редакционной коллегии журнала «Современная ортопедическая стоматология»
- член редакционной коллегии журнала «Российский стоматологический журнал»

## Награды
- Почётное звание «Заслуженный врач Республики Татарстан» (2000.г).
- Медаль «В память 1000-летия Казани» (2005 г.).
- Орден СтАР «За заслуги перед стоматологией» II степени.
- Почётное звание СтАР «Заслуженный стоматолог».
- Награждён дипломом победителя конкурса: III степени за «Лучшее учебное издание Казанского государственного медицинского университета», г. Казань, 15 мая 2017 г.
- Победитель XVI Республиканского конкурса «Пятьдесят лучших инновационных идей для Республики Татарстан»: III место в номинации «Инновации в образовании» — «Учебная симуллиционная стоматологическая поликлиника».